# Миливоје Миша Станимировић
Миливоје Миша Станимировић (Ниш, 3. децембар 1990) српски је глумац. Познат је по улогама Поред мене, Сенке над Балканом и Поред нас.

## Лични живот
Рођен је 3. децембра 1990. у Нишу, где је завршио средњу музичку школу. Занимао се за музичку продукцију. Глумом почиње да се бави са седамнаест година. Љубав према њој јавила му се у глумачкој школи Весне Станковић, где је радио представе. Она му је предложила да упише глуму, што је и урадио након годину дана паузирања. Тада је почео озбиљно да размишља да се бави глумом. 
Дипломирао је на Академији уметности у Београду, у класи Мирјане Карановић. Током студија, добио је улогу у филму Поред мене, од Стефана Филиповића. Убрзо, препоручен је за улогу у серији Сенке над Балканом, коју је и добио на кастингу. Изјавио је да му је то било феноменално искуство и да се осећао као звезда. Признаје да је највећи утисак на њега оставио Жарко Лаушевић, а глумачки узор му је Небојша Глоговац.
Године 2016. био је домаћин на Филмским сусретима, на којима је приказан филм Поред мене, а 2017. Сенке над Балканом.

## Филмографија
| Год.    | Назив              | Улога          |
| ------- | ------------------ | -------------- |
| 2010-те |                    |                |
| 2015    | Поред мене         | Микса          |
| 2017    | Сенке над Балканом | Нишлија Пекмез |
| 2020-те |                    |                |
| 2021    | Поред нас          |                |

## Представе
| Представа             | Улога    |
| --------------------- | -------- |
| Трећи светски рат     | Роки     |
| Ожалошћена породица   | Статиста |
| Београдска триологија | [ 7 ]    |